# Ворота Ирода
Цветочные ворота, известные также как Ворота Ирода (ивр. שער הפרחים‎, Шаар ха-Прахим; араб. باب الساهرة‎, Баб-аль-Заарра,) — ворота Мусульманского квартала Старого города Иерусалима. Расположены в северной стене Старого города, немного к востоку от Дамасских ворот, напротив арабского квартала Баб-эль-Заара в Восточном Иерусалиме. Обращены на север. Находятся на высоте 755 метров над уровнем моря.

## История
Эти скромные ворота, открывающиеся из одной из башен, расположенных вдоль северной стены Старого города, относятся к числу новейших ворот Иерусалима. В 1539 году, когда султан Османской империи Сулейман Великолепный построил городские стены, в восточной боковой стене башни была оставлена узкая маленькая калитка. Въезд в неё был под прямым углом, с востока. Ворота редко открывались, и в начале XIX века их временно заложили камнями. К 1875 году, по просьбе жильцов квартала Баб-эль-Хута, — дабы создать удобный проход к новым кварталам, начинавшим развиваться к северу от Старого города, — османы открыли в северной, фронтальной стене башни новые ворота, выходящие на улицу Султана Сулеймана, а первоначальные боковые ворота закрыли.

## Названия
Арабское мусульманское название ворот — Баб аз-Заара. Аз-Заара — искажение названия Ас-Сахира, присвоенного расположенным напротив, — через дорогу, — холму и кладбищу, на котором похоронены люди, совершившие паломничество в Мекку. Сура 79; 6-14 Корана повествует о Дне воскрешения («конце дней»), используя формулу «и вот они окажутся на поверхности земли („as-sāhira“)» (сравните с иудейской традицией «тхият а-метим» — мертвецы восстанут из могил во время прихода Мессии). Старая традиция интерпретирует термин «ас-сахира», как имя собственное конкретной долины или равнины — с которой, начиная как минимум с XI века, отождествляется близлежащая долина Кидрон. Другое значение слова «сахира», взятого в качестве глагола, — «быть настороже», что должно указывать на то, как ново-воскрешённые станут озираться в ожидании последующих событий. Название «Сахира» — после того, как оно было искажено и превратилось в «Заара», иногда представляемое как «Захара», а на картах конца XIX — начала XX века как «Захира(х)» — стало очень похоже на арабское слово, означающее цветок или цветение — захра.
Ивритское название ворот — Шаар ха--Прахим, «Цветочные ворота», интерпретируемое как перевод арабского Баб аз-Захра (объяснение см. выше), оно представляется появившимся вследствие ошибки. Однако, другая популярная этимология ивритского названия связывает его с каменной розеткой, украшающей привратную башню.
Ворота Ирода — христианское название, принятое в Европе: в Евангелии от Лук. 23:7 Понтий Пилат посылает Иисуса к Ироду Антипе, а христианская традиция ошибочно отождествляет местоположение близлежащей греко-православной церкви Св. Никодима с местом нахождения дворца Ирода Антипы. Во времена крестоносцев здесь была построена церковь; современная сооружена поверх разрушенной церкви крестоносцев. Её арабское название — Деир аль-‘Адас («чечевичный монастырь» — происходит от другой традиции, утверждающей, что в ней когда-то располагалась суповая кухня, кормившая бедняков чечевичным супом. ещё одна традиция гласит, что церковь построена поверх тюрьмы, в которой Ирода Агриппы — племянник Ирода Антипы — держал Святого Петра.

## Археологические раскопки
В 1998 году и в течение нескольких последующих археологических сезонов (последний состоялся в 2004 году), археологи Управления древностей Израиля проводили раскопки у восточной стороны Цветочных ворот. Раскопки фокусировались на трёх отдельных участках, прилегающих к стене. Были обнаружены девять культурных слоёв, начиная от слоя, датированного Железным веком (эпоха Первого Храма) и до последнего слоя, относящегося к турецкому (османскому) правлению. К числу самых значительных находок относятся постройки периода Второго Храма, неповреждённый сегмент византийско-римской стены и артефакты строительства масштабных фортификаций под стеной. Эти находки подчёркивают значение, которое правители Иерусалима придавали укреплению одного из его самых уязвимых мест — северной стены города. Действительно, исторические сообщения указывают, что в 1099 году армия крестоносцев под командованием Готфрида Бульонского вошла в город через пролом, локализованный слегка к востоку от нынешних Ворот Ирода.

## Цветочные ворота сегодня
Сразу за воротами расположены несколько еврейских домов, а за ними начинается квартал бедноты Баб эль-Хута, населенный преимущественно цыганами. Кроме того, в этом квартале есть небольшой рынок.

### Комментарии
1. ↑  Территория восточной части Иерусалима контролируется Израилем в результате аннексии, которая не признана большинством стран международного сообщества. Статус восточной части Иерусалима является одной из проблем израильско-палестинского конфликта. См. статьи Политический статус Иерусалима и Восточный Иерусалим.
 В перечень Объектов всемирного наследия ЮНЕСКО Старый город внесён без указания Израиля или палестинского государства, как государственного представителя, в отдельный раздел «Иерусалим», с пометкой об Иордании как стране, инициировавшей внесение объекта в перечень[1].